# Gare de Forest-Est
Pour les articles homonymes, voir Gare de Forest.
La gare de Forest-Est (en néerlandais : Station Vorst-Oost) est une gare ferroviaire belge de la ligne 124, de Bruxelles-Midi à Charleroi-Central, située sur le territoire de la commune de Forest dans la région de Bruxelles-Capitale.
Elle est mise en service en 1873 par l'administration des chemins de fer de l'État belge.
C'est un point d'arrêt sans personnel de la Société nationale des chemins de fer belges (SNCB), desservie par des trains Suburbains (S1).

## Situation ferroviaire
Établie à 35 mètres d'altitude, la gare de Forest-Est est située au point kilométrique (PK) 3,161 de la ligne 124, de Bruxelles-Midi à Charleroi-Central, entre les gares de Bruxelles-Midi et d'Uccle-Stalle,.

## Histoire
La « station de Forest (Est) » est mise en service le 20 septembre 1873 par l'administration des chemins de fer de l'État belge qui livre à l'exploitation la section de Bruxelles-Midi à Uccle-Calevoet. Elle est ouverte aux voyageurs et aux marchandises. En 1880 son nom est modifié en « Forest (Est) ».
Le 22 mai 1993, le guichet est fermé.
En 2020, l'accès au quai depuis la rue Jean-Baptiste Vanpé est complètement remanié.

## Service des voyageurs

### Accueil
Halte SNCB, c'est un point d'arrêt non géré (PANG) à accès libre. Elle est équipée d'un automate pour l'achat de titres de transport. Un panneau d'information est installé à l'entrée du quai 2.
En plus du pont, un passage souterrain permet la traversée des voies et le passage d'un quai à l'autre.

### Desserte
Forest-Est est desservie par des trains Suburbains (S) de la SNCB, qui effectuent des missions sur la ligne commerciale 124 Bruxelles - Charleroi
Forest-Est se trouve sur la Ligne S1 du RER bruxellois, desservie en semaine par deux trains par heure (dans chaque sens) qui relient Nivelles à Anvers-Central.
- En semaine, le premier train de la journée part de Charleroi-Central au lieu de Nivelles ;
- Les samedis, la desserte est également de deux trains par heure ;
- Les dimanches, il n'y a qu'un train par heure et il a son terminus à Bruxelles-Nord.

### Intermodalité
Un parc pour les vélos y est aménagé.
La gare est desservie par les lignes 52, 54 et 74 des autobus de Bruxelles.

## Comptage voyageurs
Ce graphique et tableau montre le nombre de voyageurs embarquant en moyenne durant la semaine, le samedi et le dimanche.
| Nombre de passagers qui embarquent à la gare de Forest-Est | Nombre de passagers qui embarquent à la gare de Forest-Est | Nombre de passagers qui embarquent à la gare de Forest-Est | Nombre de passagers qui embarquent à la gare de Forest-Est |
|                                                            | Semaine                                                    | Samedi                                                     | Dimanche                                                   |
| ---------------------------------------------------------- | ---------------------------------------------------------- | ---------------------------------------------------------- | ---------------------------------------------------------- |
| 1977                                                       | 1 101                                                      | 128                                                        | 140                                                        |
| 1978                                                       | 1 052                                                      | 139                                                        | 155                                                        |
| 1979                                                       | 858                                                        | 112                                                        | 66                                                         |
| 1980                                                       | 677                                                        | 94                                                         | 64                                                         |
| 1981                                                       | 740                                                        | 127                                                        | 93                                                         |
| 1982                                                       | 611                                                        | 87                                                         | 65                                                         |
| 1983                                                       | 561                                                        | 99                                                         | 59                                                         |
| 1984                                                       | 343                                                        | 122                                                        | 90                                                         |
| 1985                                                       | 299                                                        | 84                                                         | 111                                                        |
| 1986                                                       | 239                                                        | 65                                                         | 75                                                         |
| 1987                                                       | 273                                                        | 58                                                         | 50                                                         |
| 1988                                                       | 222                                                        | 65                                                         | 62                                                         |
| 1989                                                       | 306                                                        | 73                                                         | 67                                                         |
| 1990                                                       | 311                                                        | 85                                                         | 38                                                         |
| 1991                                                       | 256                                                        | 90                                                         | 59                                                         |
| 1992                                                       | 257                                                        | 80                                                         | 72                                                         |
| 1993                                                       | 245                                                        | 83                                                         | 69                                                         |
| 1994                                                       | 208                                                        | 69                                                         | -                                                          |
| 1995                                                       | 277                                                        | 79                                                         | 45                                                         |
| 1996                                                       | 284                                                        | 68                                                         | 41                                                         |
| 1997                                                       | 224                                                        | 88                                                         | 56                                                         |
| 1998                                                       | 223                                                        | 60                                                         | 53                                                         |
| 1999                                                       | 238                                                        | 90                                                         | 64                                                         |
| 2000                                                       | 298                                                        | 152                                                        | 56                                                         |
| 2001                                                       | 294                                                        | 122                                                        | 104                                                        |
| 2002                                                       | 233                                                        | 79                                                         | 50                                                         |
| 2003                                                       | 250                                                        | 77                                                         | 116                                                        |
| 2004                                                       | 312                                                        | 119                                                        | 61                                                         |
| 2005                                                       | 288                                                        | 69                                                         | 50                                                         |
| 2006                                                       | 298                                                        | 94                                                         | 80                                                         |
| 2007                                                       | 283                                                        | 102                                                        | 120                                                        |
| 2008                                                       | -                                                          | -                                                          | -                                                          |
| 2009                                                       | 265                                                        | 89                                                         | 61                                                         |
| 2010                                                       | -                                                          | -                                                          | -                                                          |
| 2011                                                       | -                                                          | -                                                          | -                                                          |
| 2012                                                       | 194                                                        | 89                                                         | 47                                                         |
| 2013                                                       | 235                                                        | 71                                                         | 52                                                         |
| 2014                                                       | 224                                                        | 86                                                         | 82                                                         |
| 2015                                                       | 154                                                        | 96                                                         | 95                                                         |
| 2016                                                       | 196                                                        | 75                                                         | 67                                                         |
| 2017                                                       | 209                                                        | 77                                                         | 48                                                         |
| 2018                                                       | 486                                                        | 100                                                        | 77                                                         |
| 2019                                                       | 439                                                        | 351                                                        | 82                                                         |
| 2020                                                       | 261                                                        | 152                                                        | 54                                                         |
| 2021                                                       | -                                                          | -                                                          | -                                                          |
| 2022                                                       | 825                                                        | 318                                                        | 194                                                        |
| 2023                                                       | 951                                                        | 309                                                        | 91                                                         |
| 2024                                                       | 951                                                        | 666                                                        | 283                                                        |

Galerie d'images
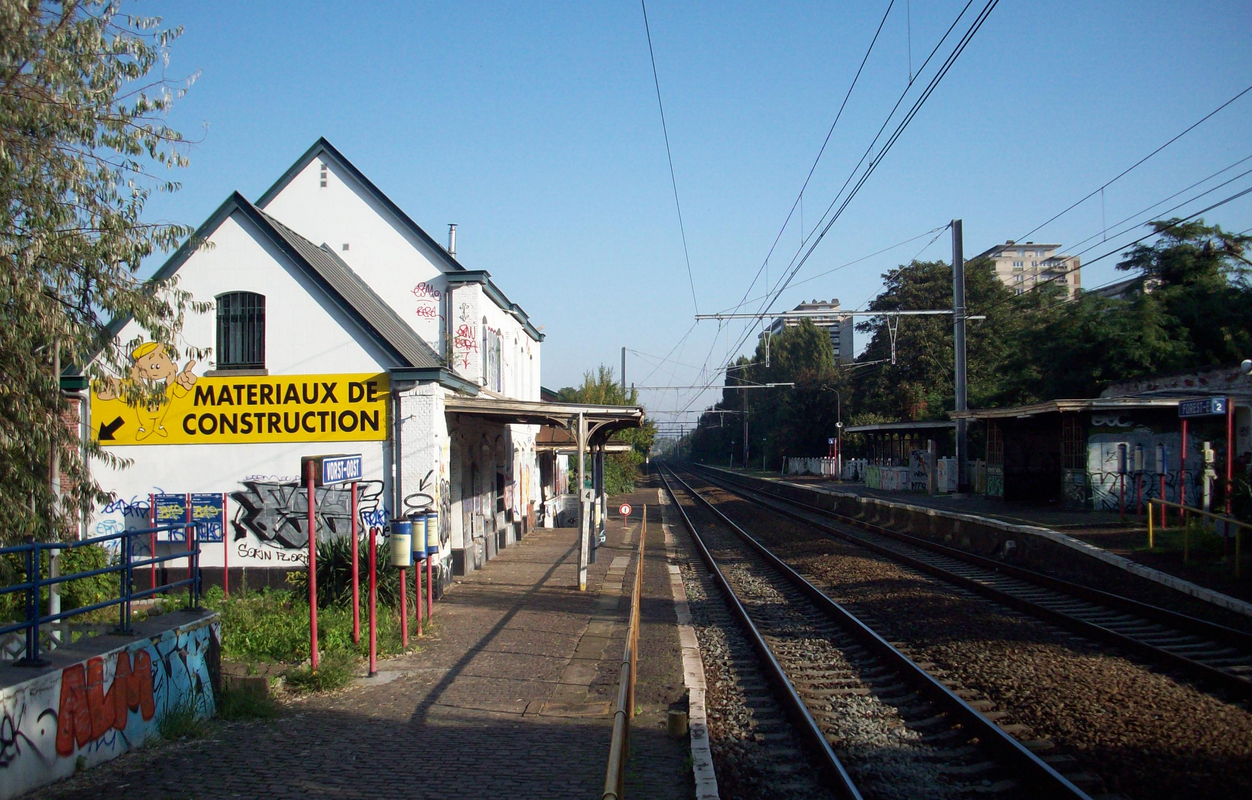
Quais en 2010, l'abri de quai a depuis été démoli.
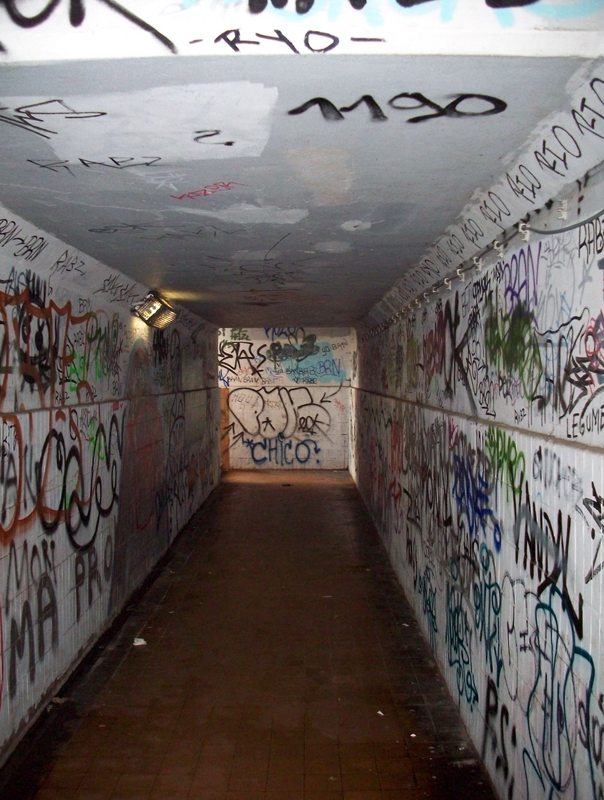
Tunnel, 2010.
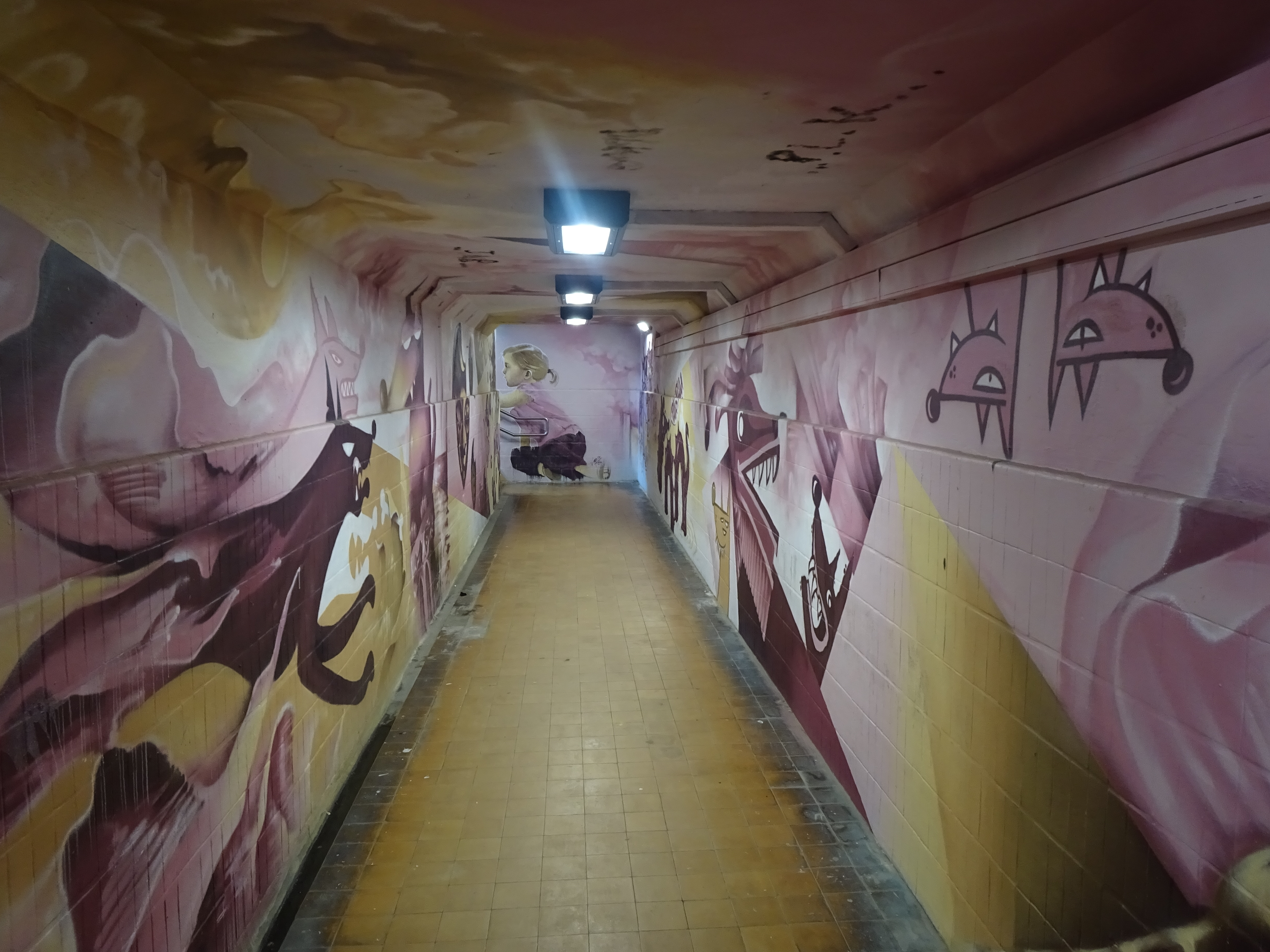
Le même endroit en 2019.
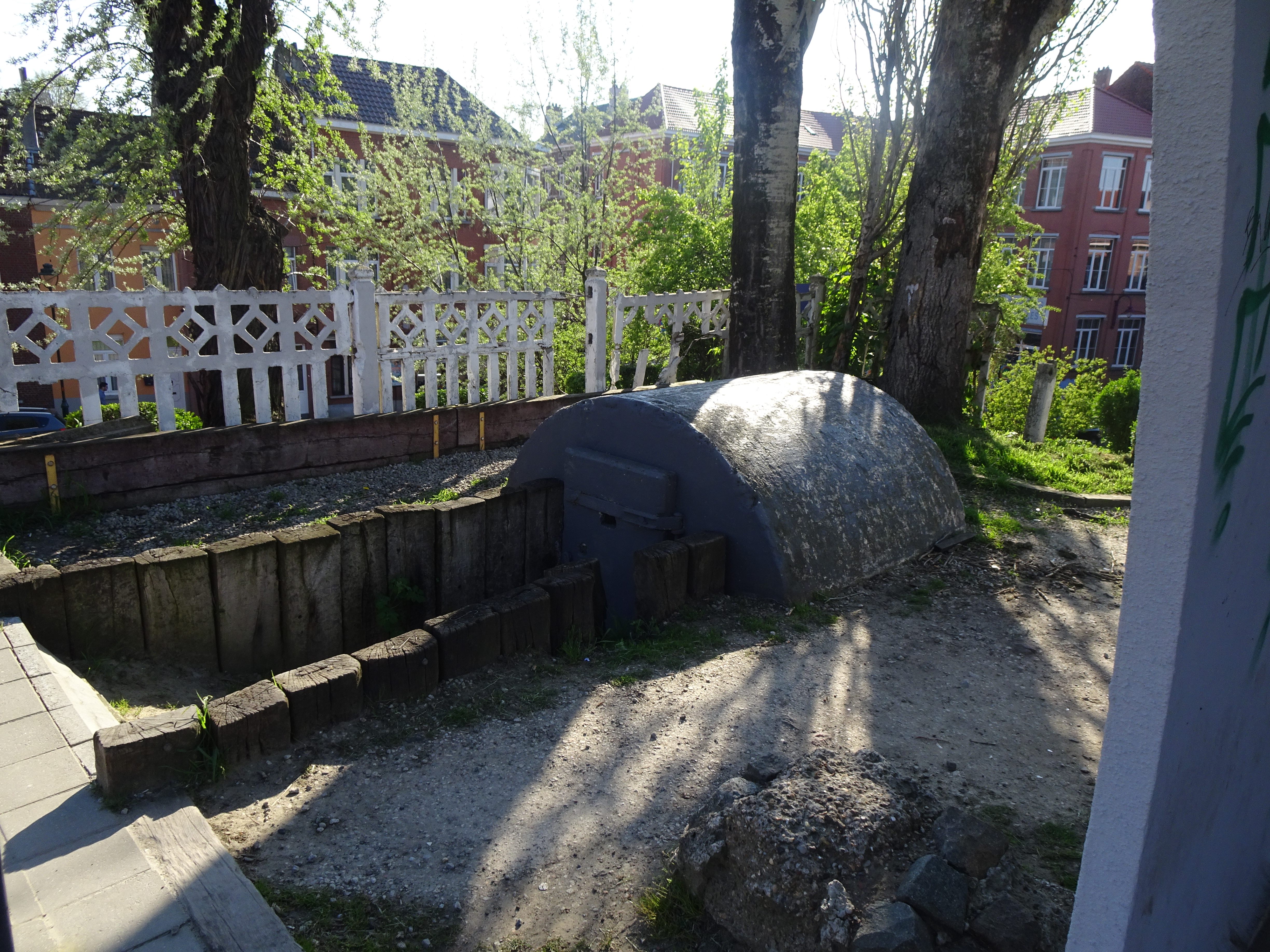
Abri anti-aérien détruit en 2020.
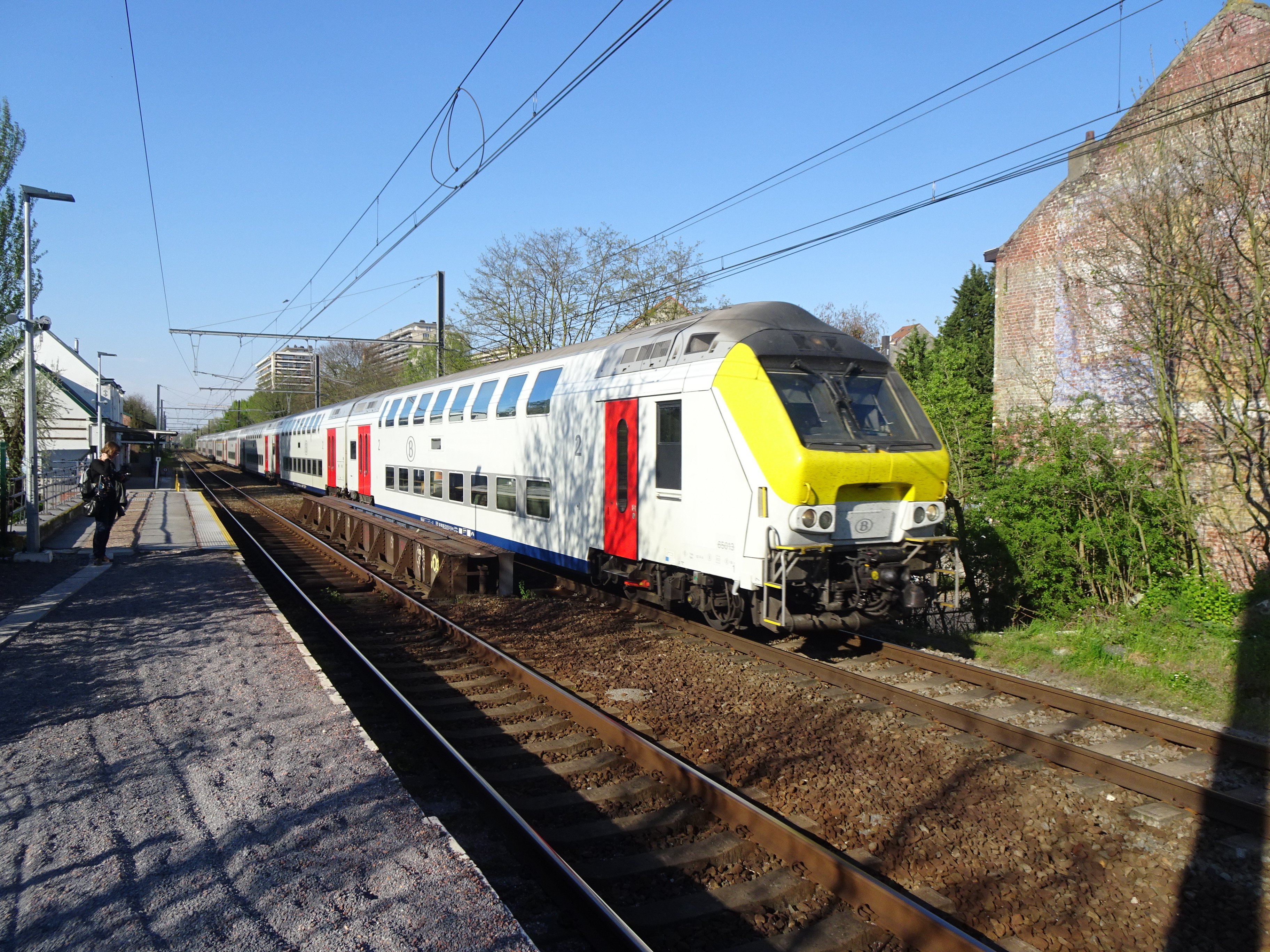
Train en passage.
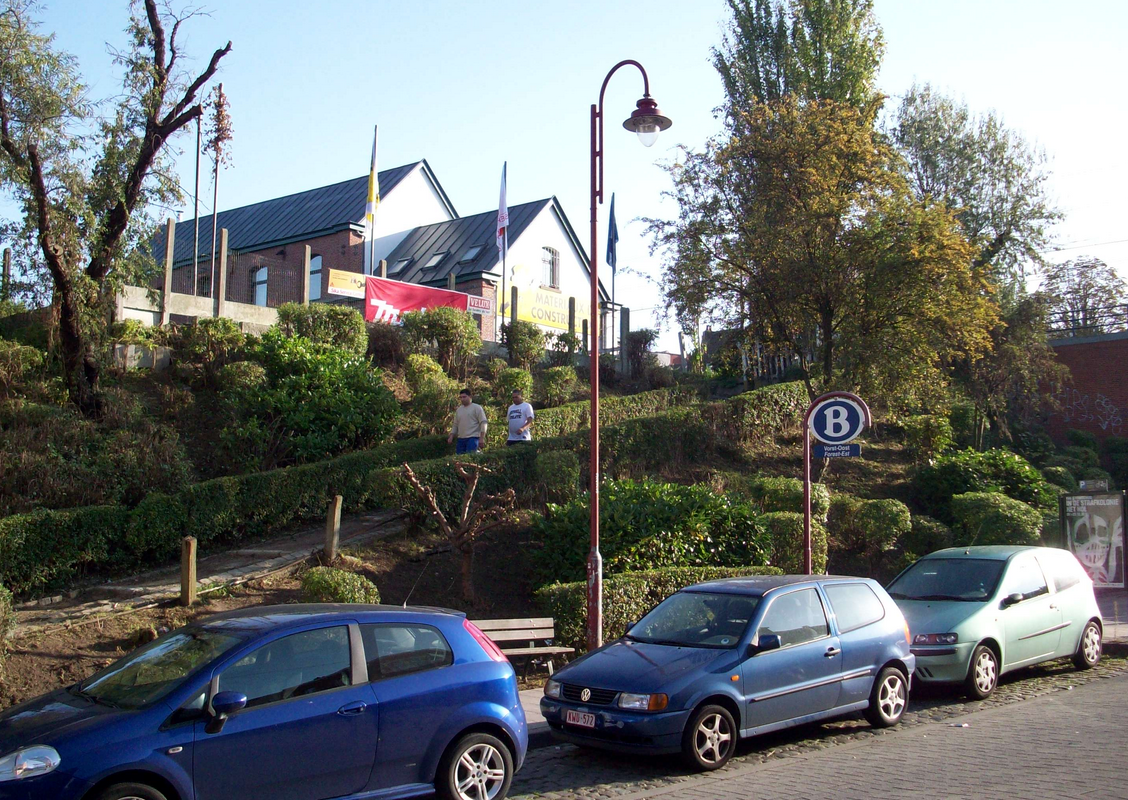
Accès par la rue Jean-Baptiste Vanpé.

## Patrimoine ferroviaire
Construit en surplomb du reste du quartier, avec une rue en impasse donnant sur l’ancienne place de la gare, le bâtiment des recettes, construit en 1873, est du même type que toutes les autres gares de cette portion de la ligne : Uccle-Stalle, Uccle-Calevoet, Rhode-Saint-Genèse, Waterloo (démoli), Lillois (démoli), Baulers et Obaix-Buzet (démoli). Seules deux autres gares du pays (Wilrijk, démolie et Hoboken-Polder), celle de Hoboken-Polder est la seule à avoir conservé ses pignons à redents d'origine.
Le bâtiment a récemment été restauré extérieurement, dévoilant, côté cour, sa façade en brique avec ornements de brique noire (peut-être de la brique frittée) ; côté voies, la façade est peinte en blanc et régulièrement taguée. La halle à marchandises date également du XIXe siècle ; elle est utilisée, comme la cour à marchandises, par un magasin de matériaux de construction.
Les quais comportaient jusque dans les années 2000 un abri de quai en fonte adossé à un mur de briques et faisant face au bâtiment de la gare ; il a été démoli en raison de son mauvais état, ne conservant que le mur. L'escalier permettant de passer d'un quai à l'autre à l'aide d'un tunnel, construit à une date inconnue, porte une toiture métallique. Un abri anti-aérien, présent près du bâtiment, a été démoli lors de travaux de réaménagement en 2020.
Pour lutter contre le vandalisme sauvage, des artistes graffeurs ont été missionnés pour réaliser une série de fresques décorant plusieurs structures de la gare (tunnel, abri de quai, mur de l'ancien abri, armoires électriques...).